# Асатіані Тіна Леванівна
Тіна Леванівна Асатіані (груз. თინათინ ლევანის ასული ასათიანი вірм. Թինա Լևանի Ասաթիանի; 12 березня 1918, Тбілісі — 20 липня 2011, Єреван) — вірменський фізик СРСР, Вірменії XX і XXI століття грузинського походження. Академік НАН РА (1996, член-кореспондент з 1991), доктор фізико-математичних наук (1971), професор (1974). Заслужений діяч науки і техніки Вірменської РСР (1980). Лауреат Ленінської премії (1970). Основні наукові праці Тіни Леванівни Асатіані присвячені фізиці високих енергій і фізиці космічних променів, дослідженню елементарних частинок на прискорювачі, експериментальним приладам фізики високих енергій. Тіна Леванівна Асатіані відома своєю громадською та благодійною діяльністю. Вона є засновником грузинського благодійної спільноти у Вірменії «Іверія».

## Біографія
Тіна Леванівна Асатіані народилася 12 березня 1918 року в Тбілісі, у сім'ї відомого літературознавця й дослідника класичної грузинської літератури, професора Левана Никифоровича Асатіані і лікаря Анни Волкової.
Закінчила школу з відзнакою. У 1940 році закінчила фізичний факультет Тбіліського державного університету.
У 1941 році вступила до аспірантури Ленінградського фізико-технічного інституту (надалі — Фізико-технічний інститут імені А. Ф. Іоффе РАН), у лабораторію академіка Абрама Аліханова. Під час блокади Ленінграда Асатіані повернулася в Тбілісі, де викладала загальну фізику в Транспортному інституті. У 1942 році, коли брати Аліханови приступили до організації станції по дослідженню космічних променів на горі Арагац, Тіна Асатіані була запрошена туди, і з 1943 року почала роботу над кандидатською дисертацією, присвяченою дослідженню широких атмосферних злив. У 1945 році в Інституті фізичних проблем АН СРСР захистила дисертацію на здобуття наукового ступеня кандидата фізико-математичних наук .
У 1943 році вийшла заміж за фізика Аршалуйс Тиграновича Дадаян (згодом завідувач кафедрою в Єреванському державному університеті). З 1944 року була завідувачкою лабораторії {\displaystyle \mu }-мезонов в Фізичному інституті АН Вірменської РСР (надалі — Єреванський фізичний інститут).
Тіна Асатіані з 1959 року брала участь в роботі багатьох міжнародних конференцій і виступала з доповідями в багатьох країнах світу (Японія, Індія, Канада, США, Англія, Німеччина, Франція, Австрія). З 1968 року читала лекції в Єреванському державному університеті з фізики високих енергій. За великий внесок у розвиток методики іскрових камер в 1970 році Тіні Асатіані і академіку Артему Аліханяну була присуджена Ленінська премія.
У 1971 році захистила дисертацію на здобуття наукового ступеня доктора фізико-математичних наук, в 1974 році їй було присвоєно вчене звання професора. У 1991 році була обрана членом-кореспондентом АН Вірменської РСР, в 1996 році — дійсним членом Національної академія наук Республіки Вірменія.
Після проголошення незалежності Вірменії в 1991 році, Тіна Асатіані займалася громадською діяльністю. Вона була засновником і почесним президентом грузинської благодійної спільноти у Вірменії «Іверія». Асатіані також займалася долями інвалідів з хребетно-спинномозковими травмами, їх психологічною та трудовою реабілітацією. Вона написала і втілила в життя програму «Навчання комп'ютерній та інформаційній техніці інвалідів-спинальників». За її програмою Британське посольство Вірменії організувало для інвалідів-спинальників Центр фізичного тренінгу в Єревані. Асатіані була членом правління асоціації спинальників Вірменії «Верацнунд». За її ініціативою в місті Спітаку був організований Коледж для інвалідів і сиріт, який успішно функціонує.
У 2008 році видала книгу «Спогади».

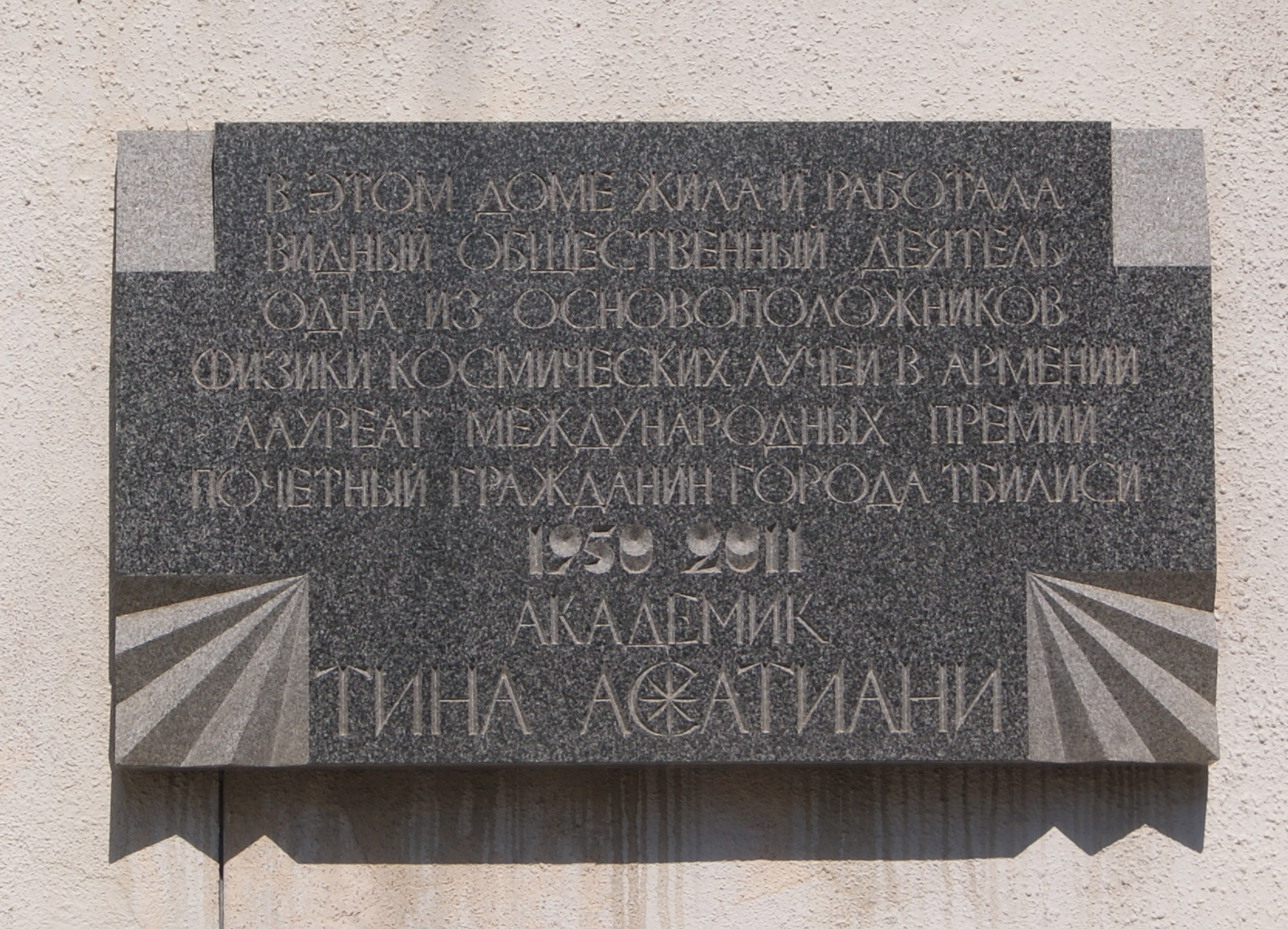
Меморіальна дошка на будинку в Єревані, де жила Тіна Асатіані в 1950—2011 роках (проспект Баграмяна, будинку 18а).

Тіна Леванівна Асатіані померла в Єревані 20 липня 2011 року в віці 93 роки. На згадку Тіни Асатіані в 2013 році, в Єревані, на будинку, де вона жила (проспект Баграмяна, будинок 18а) було встановлено меморіальну дошку .

## Наукова діяльність
Основні наукові праці Тіни Леванівни Асатіані присвячені фізиці високих енергій і фізиці космічних променів.
У 1940-х роках Тіна Асатіані займалася дослідженням широких атмосферних злив, застосовуючи новий метод визначення первинної енергії широких атмосферных злив. Спільно з академіком Артемом Аліханяном, Асатіані відкрила і дослідила природу вузьких злив, обумовлених ядерними процесами[джерело?], що відрізняються від звичайних часток широких атмосферних злив[джерело?].
Тіна Асатіані розробила електронний метод скорочення пори відновлення камери Вільсона[джерело?]. Авторка винаходу пристрою для виміру координат заряджених часток — координатного детектора заряджених часток. Він використовується в експериментах на прискорювачах, також при реєстрації космічних променів.
Починаючи з 1960 року Тіна Асатіані проводила експериментальні дослідження з поляризації {\displaystyle \mu }-мезонів космічного випромінювання. Дослідження проводили на циліндричному і прямокутному годоскопах і камері Вільсона. З 1961 року Асатіані займається широкозазорними іскровими камерами, і отримала відомі результати у дослідженні установки широкозазорних іскрових камер у магнітному полі[джерело?].
З 1967 року Тіна Асатіані працювала на експериментальній установці Єреванского фізичного інституту «АРУС». Використовуючи широкозазорні іскрові камери, Асатіані провела з співробітниками перший експеримент на «АРУС»-е, довівши, що пучок працює. Асатіані поставила перший експеримент на «АРУС»-і з фотонародження {\displaystyle K^{0}}-мезонів.
На початку 1970-х років, під керівництвом Тіни Асатіані, був сконструйований магнітний спектрометр, котрий дозволяв вимірювати горизонтальний потік високоенергічних космічних мюонов із високою точністю[джерело?]. Наприкінці 1970-х років Тіна Асатіані дослідила явище гало в Бюраканській астрофізичній обсерваторії. Також відкрила явище побудови багатогалових сімейств[джерело?].

## Нагороди
- Ленінська премія (1970) — за роботу «Трековые искровые камери».
- Орден Честі (Грузія).
- Заслужений діяч науки і техніки Вірменської РСР (1980).
- Почесний громадянин Тбілісі (1987).
- Почетний професор фонду Джорджа Сороса (1974).